# Dieter Gütt
Dieter Erich Johannes Gütt (* 24. Februar 1924 in Marienwerder; † 23. Januar (amtlich) 1990 in Hamburg) war ein deutscher Journalist und Fernsehredakteur.

## Leben
Dieter Gütt wurde als Sohn des Rassenhygienikers Arthur Gütt geboren. Er nahm am Zweiten Weltkrieg teil, studierte etwas Medizin, dann Journalismus und Publizistik an den Universitäten Berlin, Kiel, Mainz und Köln. Er arbeitete als Zeitungs-, dann als Hörfunkjournalist.
Gütt moderierte den Weltspiegel und leitete zwischen 1977 und 1980 die ARD-Tagesschau und begründete beim selben Sender die Tagesthemen. Darüber hinaus war er als ARD-Koordinator für Politik und Kultur für zahlreiche Produktionen des Ersten Programms verantwortlich.
1980 plante Hossein Sabet, ihn als Chefredakteur oder Herausgeber der West-Berliner Zeitung Der Abend zu verpflichten; dies scheiterte aber am Einspruch des Westdeutschen Rundfunks. Ebenso vergeblich hatte Gütt ein Jahr zuvor versucht, als Fernsehdirektor zu Radio Bremen zu wechseln.
Nach seinem Abschied vom Fernsehen war er ab 1983 als stellvertretender Chefredakteur für das Nachrichtenmagazin Stern tätig, für das er auch nach seinem Ausscheiden aus dieser Position weiterhin als Journalist tätig war. Sein letzter Artikel für den Stern war ein Nachruf auf Herbert Wehner, der am 25. Januar 1990 erschien. Am 28. Januar 1990 wurde Gütt in seiner Hamburger Wohnung tot aufgefunden. Er hatte Suizid begangen, nachdem er am 24. Januar den Nachruf auf Wehner fertiggestellt hatte. Ein genaues Todesdatum ist nicht überliefert.
Gütts ehemaliger Stern-Kollege Hans-Heinrich Ziemann schrieb und inszenierte 1990 zusammen mit dem Regisseur und Autor Horst Königstein für den NDR einen halbdokumentarischen Fernsehfilm mit dem Titel Gütt. Ein Journalist. Darin kam als Zeitzeuge u. a. Joachim C. Fest über ihn zu Wort, und in einigen Spielszenen war neben Rita Tushingham und Matthias Freihof der Schauspieler Traugott Buhre in der Rolle von Dieter Gütt zu sehen.
Sein Bruder war der Sportfunktionär Friedel Gütt.

## Publikationen
- Es spricht Dieter Gütt: Kommentare zum Zeitgeschehen. Desch, München 1969.
- als Herausgeber: Wählen – aber wen? Schriftsteller über Deutschland vor der Wahl. Stern-Buch im Verlag Gruner und Jahr, Hamburg 1986, ISBN 3-570-01238-7.